# Hensbakka
Die Hensbakka oder Fosna-Kultur ist der älteste Abschnitt der schwedischen und norwegischen Mittelsteinzeit. Manche Forscher sehen Fosna jedoch als eine maritime Ausprägung der Ahrensburger Kultur an. 
Die Verbreitung reicht von der schwedischen Westküste bei Halland bis zum Vättern bzw. Vänern. Sie beginnt etwa um 9600 v. Chr. in Südschweden, wobei frühere Jäger-Ausflüge in Betracht gezogen werden, und dauert bis etwa 7000 v. Chr. 
Die Wohnplätze sind mit der 40–90 m Küstenlinie verbunden. Typische Artefakte sind grobe lanceolate Mikrolithen, Scheibenbeile, uni- und bipolare Klingenkerne mit einer Abbaufläche, Stielspitzen, Høgnipen-Spitzen und Lerberg-Beile.
Sie wird nach Åke Fredsjö (1913–1978) in vier Phasen eingeteilt. H. Kindgren erkennt lediglich zwei Phasen, eine ältere mit Stielspitzen vor 9700 BP und eine jüngere mit lanceolaten Mikrolithen von 9700 bis 9200 BP. Zahlreiche Muschelhaufen sind bekannt, besonders in der Gegend von Udevalla. Vermutlich basierte die Ernährung wie bei der Askola-Kultur vor allem auf Robben, es sind aber auch Fundplätze im Binnenland bekannt.
Der Abfluss des Ancylussee (der damaligen Prä-Ostsee) in die Nordsee über den Vättern und Vänern trennte die südliche skandinavische Population dieser nordeuropäischen Jäger und Sammler in die skandinavische Nachfolge-Kultur, die sich nach Norden ausbreitete, während sich die südliche Population zur Ertebölle-Kultur weiterentwickelte, wobei die Etablierung landwirtschaftlicher Kulturen in Mitteleuropa einen Verdrängungseffekt nach Norden ausübte und so auch die südlichen Jäger und Sammler Skandinaviens beeinflusste. 
Das Aufeinandertreffen der nördlichen Jäger und Sammler mit einer über Karelien eingewanderten Jäger-und-Sammler-Kultur beendete die Fosna-Hansbekka-Kultur, die sich jedoch in neuer Ausdrucksform weiterentwickelte.